# Олександрівсько-Абрамівська волость
Олександрівсько-Абрамівська волость — історична адміністративно-територіальна одиниця Олександрійського повіту Херсонської губернії.
Станом на 1886 рік — складалася з 12 поселень, 12 сільських громад. Населення — 3043 осіб (1563 осіб чоловічої статі та 1470 — жіночої), 532 дворових господарств.
|                     | Площа, десятин | У тому числі орної, дес. |
| ------------------- | -------------- | ------------------------ |
| Сільських громад    | 3232           | 2477                     |
| Приватної власності | 12712          | 3270                     |
| Казенної власності  | —              | —                        |
| Іншої власності     | 110            | 97                       |
| Загалом             | 16054          | 5844                     |

Найбільші поселення волості:
- Олександрівка (Аврамівка) — село при річці Інгулець за 25 верст від повітового міста, 653 особи, 112 дворів, православна церква, 2 ярмарки: Вербної неділі та на Вознесіння. За 5 верст — цегельний завод.
- Краснопілля (Єфімове) — село при річці Бешка, 452 особи, 86 дворів, молитовний будинок.